# FK Tjiatura
FK Tjiatura (georgiska: ს.კ. ჭიათურის) är en georgisk fotbollsklubb baserad i staden Tjiatura. Klubben grundades år 1936. 
Sedan år 2004 har klubben spelat i Pirveli Liga. Fram till och med år 2008 hette klubben Magharoeli Tjiatura. Klubben har hittills haft två sejourer i den högsta ligan, Umaghlesi Liga, säsongen 1993/1994 samt 1997/1998. År 2000 spelade klubben i sin hittills lägsta division, Regionuli Liga.